# Храм Рођења Пресвете Богородице у Чечави
Храм Рођења Пресвете Богородице у Чечави је храм Српске православне цркве,припада Епархији зворничко-тузланској.Први храм на овом подручју подигнут је 1865.године. Храм је освештао по благослову дабробосанског митроплита Игњатија II извјесни епископ Висарион, касније епископ у Драчу.
Црква није имала звоник, па је он подигнут након 14 година, 1879. и тада је набављено прво звоно.  У Првом свјетском рату аустроугарске власти уништавају архиву црквене општине и школе. Звоно је скинуто са звоника и одвезено за потребе војске, гдје је вјероватно претопљено за муницију. Од 1935. до 1937. године уз цркву је саграђен нови звоник и набављено ново звоно из Енглеске тешко 200 килограма, које је и данас у употреби. Током Другог свјетског рата, 1943. године, храм је бомбардован и том приликом су срушени олтар и лађа, а остао је само звоник.
Димензије садашњег храма,који је изграђен на мјесту старог храм, су 21,5х7,20 метара. Темељ је 1963. године благословом епископа зворничко-тузланског Лонгина, освештао свештеник протојереј Никола Мандић, архијерејски намјесник добојски. На Спасовдан 1968. године обновљени храм освештао је епископ зворничко-тузлански Лонгин Томић. Поново се од 1971. до 1976. године приступило реновирању храма, вјероватно због претходне неквалитетне обнове. Након обнове храм је освештао 03. октобра 1976. године протосинђел Василије Качавенда као изасланик епископа зворничко-тузланског Лонгина. Године 1999. извршена је мала адаптација на крову храма. Од 2009. до 2012. године извршена је генерална обнова храма и подигнут је нови звоник. У потпуности је промијењен ентеријер храма са новим иконостасом и иконама. Обновљени храм освештао је 12. августа 2012. године епископ зворничко-тузлански г. Василије уз саслужење епископа врањског г. Пахомија.
Живописање храма завршили су у новембру 2014. године Ђорђе Ђорђевић, Милош Максимовић и Дарко Живковић. Иконостас од храстовине израдио је Витомир Марковић из Укринице. Иконе на иконостасу живописали су већ наведени иконописци, као и трпезарију у Светосавском дому.
За храм је Ђуро Продановић са породицом дариваo два нова звона (од 260 kg и 350 kg), а освештао их је 20. септембра 2014. године Eпископ зворничко-тузлански г. Хризостом. 